# Jennifer Charles
Jennifer Charles (ur. 15 listopada 1968 w Waszyngtonie) – amerykańska wokalistka i kompozytorka, wraz z gitarzystą Orenem Bloedowem tworzy grupę Elysian Fields.